# Reprezentacja Armenii w hokeju na lodzie mężczyzn
Reprezentacja Armenii w hokeju na lodzie mężczyzn – jedna z najmłodszych reprezentacji narodowych należących do IIHF. W swoich dotychczasowych 4 występach na Mistrzostwach Świata 3 razy zajmowali ostatnie miejsce. W 2007 reprezentacja Armenii wycofała się z mistrzostw świata.

## Wyniki na Mistrzostwach Świata
- 2004: 45. miejsce (5. w III dywizji)
- 2005: 45. miejsce (5. w III dywizji)
- 2006: 43. miejsce (3. w III dywizji)
- 2007: 46. miejsce (6. w III dywizji)
- 2008: 48. miejsce (3. w kwalifikacjach do III dywizji)